# Uniqlo
Uniqlo (jap. 株式会社ユニクロ Kabushiki-gaisha Yunikuro) – japońska marka odzieżowa wchodząca w skład grupy spółek Fast Retailing. Z biegiem czasu Uniqlo rozszerzyło swoją działalność na branżę fast fashion. W 2023 roku na świecie było około 2400 sklepów.

## Historia
Uniqlo została założona w 1949 roku w Ube (w prefekturze Yamaguchi) i jest częścią grupy firm Fast Retailing.
W czerwcu 1984 roku w Hiroszimie otwarto sklep z odzieżą unisex pod nazwą „Unique Clothing Warehouse”, później skróconą do „Uniqlo”.
W 2001 roku w Londynie otwarto pierwszy sklep Uniqlo poza Japonią. Otwarcie w Szanghaju odbyło się rok później. W 2005 roku otwarto pierwszy amerykański oddział w Nowym Jorku.
Od 2023 roku Uniqlo jest obecne w 26 krajach i posiada 2400 sklepów na całym świecie. Uniqlo posiada ponad 800 sklepów w Japonii (ponad 100 w samym Tokio) i ponad 70 sklepów w Europie.

### Uniqlo w Polsce
W Polsce pierwszy sklep Uniqlo, typu pop-up store, został otwarty w Warszawie w październiku 2022 roku. Oddział Uniqlo mieści się w centrum handlowym „Wars Sawa Junior” i ma powierzchnię 800 metrów kwadratowych na 2 piętrach. Zanim Uniqlo zawitało do Polski, najbliższy oddział Uniqlo znajdował się w Berlinie, który istniał tam od 2014 roku, było też wielu klientów z Polski. To drugi sklep Uniqlo otwarty w Europie Wschodniej po rosyjskim, który jest zawieszony z powodu inwazji Rosji na Ukrainę. Uniqlo Warszawa pojawiło się także w wydaniu Wiosna-Lato 2023 magazynu Uniqlo Lifewear „Uniqlo i Nasze Miasto”.
Pierwszy stały sklep Uniqlo został otwarty w Warszawie 26 września 2024 roku. Znajduje się w centrum handlowym Westfield Arkadia na powierzchni 1300 metrów kwadratowych na drugim piętrze galerii handlowej.
W 2025 roku podjęto decyzję, że pop-up store Uniqlo na Wars Sawa Junior zostanie przekształcony w sklep stały, a jego powierzchnia zostanie zwiększona o około 1420 metrów kwadratowych. Będzie to drugi stały sklep w Polsce.

## Logo

Dawne logo Uniqlo (1998-2009)
Logo Uniqlo w alfabecie
Logo Uniqlo w języku japońskim